# Les filles font la loi
Pour plus de détails, voir Fiche technique et Distribution.
Les filles font la loi (All I Wanna Do ou Strike! ou The Hairy Bird), également intitulé Strike! Les filles contre-attaquent, est un film américano-canadien écrit et réalisé par Sarah Kernochan, sorti en 1998. 
Kirsten Dunst, Gaby Hoffmann, Monica Keena, Heather Matarazzo et Rachael Leigh Cook tiennent les rôles principaux du film, dans lequel elles incarnent des étudiantes de la fictionnelle institution pour filles de Mlle Godard, dirigée par le personnage de Lynn Redgrave. Le film se déroule en 1963 et se concentre sur le complot ourdi par plusieurs élèves pour saboter le projet de fusion de leur école avec une institution pour garçons.

## Synopsis
Odette Sinclair (Gaby Hoffmann), surnommée Odie, rejoint les rangs de l'institution pour filles de Mlle Godard, un pensionnat d'élite situé en Nouvelle-Angleterre, après que ses parents ont découvert qu'elle prévoyait d'avoir des relations sexuelles avec son petit ami, Dennis. Odie se lie rapidement d'amitié avec ses camarades de chambre : la brillante et charismatique Verena von Stefan (Kirsten Dunst) et la délurée Tinka Parker (Monica Keena). Elle rejoint rapidement leur groupe d'amies, dont les aspirations pour l'avenir sont bien au-dessus de celles des autres filles de l'école.
Mais la pension pour filles de Mlle Godard, en manque de moyens financiers, doit fusionner avec Saint-Ambroise, une institution pour garçons, ce qui n'est pas du goût de toutes. Pour défendre leur cause, les filles mettent sur pied un plan de sabotage de la rencontre avec les garçons...

## Fiche technique
Sauf indication contraire, les informations mentionnées dans cette section peuvent être confirmées par la base de données cinématographiques IMDb,  présente dans la section « Liens externes ».
- Titre original américain : All I Wanna Do
- Titre original canadien : Strike! (également utilisé au Royaume-Uni)
- Titre de travail : The Hairy Bird (également utilisé en Australie)
- Titres français : Les filles font la loi ou Strike! Les filles contre-attaquent (DVD)
- Réalisation : Sarah Kernochan
- Scénario : Sarah Kernochan
- Direction artistique : Kim Karon
- Décors : Elizabeth Calderhead
- Costumes : Ann Hould-Ward et Julie Whitfield
- Musique : Graeme Revell
- Société(s) de production : Miramax Films et Alliance Communications
- Société(s) de distribution : Buena Vista Pictures (États-Unis) et Alliance Atlantis (Canada)
- Pays d'origine :  Canada et  États-Unis
- Langue originale : anglais
- Format : couleur — 35 mm — 1.85 : 1 — stereo
- Genre : comédie
- Durée : 97 minutes
- Dates de sortie : 
  - Canada : 21 août 1998 (première sortie mondiale)
  - États-Unis : 4 septembre 1998
  - France : 16 juin 2009 (inédit en DVD)

## Distribution
- Kirsten Dunst : Verena von Stefan
- Gaby Hoffmann : Odette Sinclair
- Lynn Redgrave : Miss McVane
- Rachael Leigh Cook : Abigail "Abby" Sawyer
- Tom Guiry (en) : Bradley "Frosty" Frost
- Vincent Kartheiser : Snake (Flat Critter)
- Monica Keena : Tinka Parker
- Matthew Lawrence : Dennis
- Heather Matarazzo : Theresa "Tweety" Goldberg
- Merritt Wever : Maureen "Momo" Haines
- Robert Bockstael : M. Frank Dewey
- Brenda Devine : Miss Phipps
- Rosemary Dunsmore : Page Sawyer
- Nigel Bennett : Harvey Sawyer
- Jenny Parsons : Mrs. Dewey
- Dorothy Gordon : Mrs. O'Boyle
- Michael Reynolds : Mr. Armstrong
- Caterina Scorsone : Susie
- Michael Barry : Possum (Flat Critter)
- Zachary Bennett : Skunk (Flat Critter)
- Aaron Poole : Beagle (Flat Critter)
- Danny Smith : Groundhog (Flat Critter)
- Noah Shebib : Conrad Bateman
- Robin Dunne : Todd Winslow
- Paul Nolan : Charles Schumacher
- Hayden Christensen : le date de Tinka
- Christopher Redmond : Danforth
- Shawn Ashmore : le photographe de St. Ambrose
- Jack Duffy : le garde de l'école
- Richard McMillan : Bert Chubb (le directeur de St. Ambrose)
- Les Porter : Graham John (le chef de chœur de St. Ambrose)